# Società Sportiva Rende 1986-1987
Questa voce raccoglie le informazioni riguardanti la Rende Calcio 1968 nelle competizioni ufficiali della stagione 1986-1987.

## Rosa
| N. |                   | Ruolo | Calciatore         |
| -- | ----------------- | ----- | ------------------ |
| -  | Italia (bandiera) |       | Budellacci         |
| -  | Italia (bandiera) |       | Carbone            |
| -  | Italia (bandiera) | P     | Gabriello Carpita  |
| -  | Italia (bandiera) | C     | Francesco Celi     |
| -  | Italia (bandiera) | D     | Antonio Chiappetta |
| -  | Italia (bandiera) | C     | Sandro Cipparrone  |
| -  | Italia (bandiera) | A     | Franco De Brasi    |
| -  | Italia (bandiera) | D     | Marco Frioni       |
| -  | Italia (bandiera) | D     | Maurizio Guzzo     |
| -  | Italia (bandiera) | D     | Francesco Intrieri |
| -  | Italia (bandiera) |       | Linardi            |
| -  | Italia (bandiera) | C     | Massimo Massarini  |

| N. |                   | Ruolo | Calciatore           |
| -- | ----------------- | ----- | -------------------- |
| -  | Italia (bandiera) | C     | Francesco Massaro    |
| -  | Italia (bandiera) | D     | Endrio Minervino     |
| -  | Italia (bandiera) |       | Mirabelli            |
| -  | Italia (bandiera) | C     | Salvatore Passarelli |
| -  | Italia (bandiera) | C     | Andrea Pellegrino    |
| -  | Italia (bandiera) |       | L. Pellegrino        |
| -  | Italia (bandiera) | A     | Antonio Ramundo      |
| -  | Italia (bandiera) | C     | Tarcisio Sarpa       |
| -  | Italia (bandiera) | P     | Ottavio Strano       |
| -  | Italia (bandiera) | C     | Nicola Venneri       |
| -  | Italia (bandiera) | A     | Eugenio Vitelli      |
| -  | Italia (bandiera) | A     | Marco Zavaglia       |

## Risultati

### Campionato

#### Girone di andata
| 21 settembre 1986 1ª giornata | Latina | 0 – 1 | Rende |  |

| 28 settembre 1986 2ª giornata | Rende | 0 – 2 | Valdiano 85 |  |

| 5 ottobre 1986 3ª giornata | Lodigiani | 3 – 3 | Rende |  |

| 12 ottobre 1986 4ª giornata | Rende | 0 – 0 | Frosinone |  |

| 19 ottobre 1986 5ª giornata | Paganese | 1 – 0 | Rende |  |

| 26 ottobre 1986 6ª giornata | Rende | 3 – 1 | Giarre |  |

| 2 novembre 1986 7ª giornata | Nola | 1 – 1 | Rende |  |

| 9 novembre 1986 8ª giornata | Rende | 2 – 2 | Juventus Stabia |  |

| 16 novembre 1986 9ª giornata | Trapani | 2 – 0 | Rende |  |

| 23 novembre 1986 10ª giornata | Rende | 1 – 3 | Turris |  |

| 30 novembre 1986 11ª giornata | Pro Cisterna | 1 – 0 | Rende |  |

| 7 dicembre 1986 12ª giornata | Rende | 0 – 0 | Afragolese |  |

| 14 dicembre 1986 13ª giornata | Nissa | 0 – 0 | Rende |  |

| 21 dicembre 1986 14ª giornata | Rende | 1 – 0 | Ercolanese |  |

| 4 gennaio 1987 15ª giornata | Cavese | 0 – 0 | Rende |  |

| 11 gennaio 1987 16ª giornata | Siracusa | 1 – 1 | Rende |  |

| 18 gennaio 1987 17ª giornata | Rende | 0 – 0 | Ischia Isolaverde |  |

#### Girone di ritorno
| 25 gennaio 1987 18ª giornata | Rende | 1 – 0 | Latina |  |

| 1º febbraio 1987 19ª giornata | Valdiano 85 | 2 – 0 | Rende |  |

| 8 febbraio 1987 20ª giornata | Rende | 0 – 0 | Lodigiani |  |

| 15 febbraio 1987 21ª giornata | Frosinone | 2 – 0 | Rende |  |

| 22 febbraio 1987 22ª giornata | Rende | 3 – 1 | Paganese |  |

| 1º marzo 1987 23ª giornata | Giarre | 3 – 1 | Rende |  |

| 8 marzo 1987 24ª giornata | Rende | 1 – 1 | Nola |  |

| 15 marzo 1987 25ª giornata | Juventus Stabia | 1 – 0 | Rende |  |

| 29 marzo 1987 26ª giornata | Rende | 1 – 1 | Trapani |  |

| 5 aprile 1987 27ª giornata | Turris | 1 – 0 | Rende |  |

| 18 aprile 1987 28ª giornata | Rende | 2 – 0 | Pro Cisterna |  |

| 26 aprile 1987 29ª giornata | Afragolese | 2 – 0 | Rende |  |

| 3 maggio 1987 30ª giornata | Rende | 5 – 0 | Nissa |  |

| 17 maggio 1987 31ª giornata | Ercolanese | 2 – 1 | Rende |  |

| 24 maggio 1987 32ª giornata | Rende | 1 – 1 | Cavese |  |

| 31 maggio 1987 33ª giornata | Rende | 1 – 1 | Siracusa |  |

| 7 giugno 1987 34ª giornata | Ischia Isolaverde | 2 – 0 | Rende |  |